# Rasappu
Rasappu (Raṣappu) était une province araméenne du Proche-Orient ancien située au nord-ouest de la Mésopotamie. Elle englobait les villes de Nimid-Ishtar (Tell ‘Afar) et d'Aqpu / Apqu (Tell Abu Marya) et se situe dans le Jebel Sinjar,,.